# Phantomime
『Phantomime』（ファントマイム）は、日本のロックバンド、9mm Parabellum Bulletの2枚目のミニアルバム。
CD+DVDの2枚組仕様での発売。

## 収録曲

### CD
1. Caucasus (3:27)
2. Mr.Suicide (3:29)
MVが制作されている。
3. Vortex (2:26)
4. 少年の声 (3:39)
5. sector (2:28)

全作詞・作曲・編曲：9mm Parabellum Bullet

### DVD
1. (teenage)disaster (PV)
2. Talking Machine (PV)